# 6 km (przystanek Kolei Moskiewskiej)
6 km (ros. 6 км, остановочный пункт 6 км) – przystanek kolejowy w zachodniej Rosji, w osiedlu wiejskim Pierienskoje rejonu rosławskiego w obwodzie smoleńskim.

## Geografia
Przystanek należy do Kolei Moskiewskiej. Położony jest 1,5 km od dieriewni Podrudnianskij.